# Pleurerythrops inscita
Pleurerythrops inscita är en kräftdjursart som beskrevs av Ii 1964. Pleurerythrops inscita ingår i släktet Pleurerythrops och familjen Mysidae. Inga underarter finns listade i Catalogue of Life.